# Hasdrubal le Beau
Pour les articles homonymes, voir Hasdrubal.
Hasdrubal le Beau, appelé aussi Hasdrubal l'Ancien (en punique : 𐤏𐤆𐤓𐤁𐤏𐤋), né vers 270 av. J.-C. à Carthage et assassiné en 221 av. J.-C., est un chef militaire et homme politique carthaginois.
En 237 av. J.-C., Hasdrubal le Beau, qui semble faire partie de l'aristocratie de Carthage, quitte la capitale punique en accompagnant Hamilcar Barca et Hannibal Barca en Ibérie. Pendant toute la durée du règne d'Hamilcar sur les territoires puniques de la péninsule, il se place sous les ordres de ce celui-ci. Après la mort d'Hamilcar Barca, il devient le gouverneur de l'Ibérie. Pendant son règne, il agrandit les territoires contrôlés par les Carthaginois en péninsule Ibérique, fonde Qart Hadasht et signe un traité avec les Romains.

## Biographie

### Jeunesse
Les sources ne nous apprennent aucun élément concernant ses origines ou sa famille.

### Alliance avec Hamilcar Barca
À la suite d'actions menées en Sicile pendant la première guerre punique, Hamilcar Barca est menacé de poursuites judiciaires à Carthage à la fin de celle-ci vers 241 av. J.-C.. Des soutiens politiques, notamment celui de son très populaire gendre Hasdrubal le Beau auprès de l'Assemblée de Carthage, lui évitent une condamnation. Hasdrubal le Beau semble être un important soutien politique pour Hamilcar pendant la guerre des Mercenaires. Le soutien d'Hasdrubal serait lié à ce qu'il aurait épousé lors d'un premier mariage la troisième fille (dont le nom ne nous est pas parvenu) d'Hamilcar très peu de temps avant ou après la fin de la première guerre punique en 241 av. J.-C., même si cette union n'aurait pas duré longtemps,.

Arbre généalogique de la famille des Barcides.

Plus tard, en 237 av. J.-C., Hamilcar Barca choisit de partir dans les possessions littorales puniques de la péninsule Ibérique après un conflit politique avec la faction d'Hannon le Grand. Ce choix serait dû à la conquête de la Sardaigne par les Romains pendant la guerre des Mercenaires et au fait que ceux-ci imposent aux Carthaginois le paiement d'une nouvelle indemnité (après celle mise en place à la fin de la  première guerre punique). La péninsule ibérique est vue comme un territoire riche et facile à exploiter pour produire rapidement des revenus. Hasdrubal le Beau arrive donc à Gadès en Ibérie au printemps de cette même année en accompagnant son beau-père Hamilcar Barca et son beau-frère Hannibal Barca. Pour ce départ, Hasdrubal reçoit le grade « capitaine de trirème » selon Polybe, poste mineur temporaire qui ne consiste qu'à transporter le modeste corps expéditionnaire.
Le surnom de « le Beau » donné à Hasdrubal est dû à Cornélius Népos qui le nomme ainsi Erat praeterea cum eo adulescens illustris, formosus, Hasdrubal. Cornélius Népos et Tite-Live prêtent à Hasdrubal des relations homosexuelles avec Hamilcar Barca pour justifier ce surnom. Jose Luis Aledo Martinez y voit de pures inventions car il n'en existe aucune preuve concrète.
Dexter Hoyos suggère à partir d'Appien qu'au moment du départ d'Hasdrubal, celui-ci est un dirigeant politique ayant de la popularité, mais qui serait hostile à l'aristocratie de Carthage. En interprétant Diodore de Sicile, Hoyos nuance en indiquant qu'Hasdrubal n'est pas nécessairement anti-aristocratie car il fait lui-même partie de l'aristocratie de la ville. Auparavant, Edmund Groag propose une autre interprétation à la participation au voyage d'Hasdrubal, en l'occurrence un accord entre les Barcides et les anti-Barcides en échange de son départ pour préserver le calme dans la capitale punique.
Jose Luis Aledo Martinez suggère que pendant qu'Hamilcar s'occupe de la conquête de nouveaux territoires en Ibérie, Hasdrubal est chargé du contrôle des nouveaux territoires conquis et de s'assurer de la fidélité de Gadès.
Vers 231-230 av. J.-C., une révolte éclate dans les territoires de Numidie orientale de Carthage,,. Elle commence lorsqu'un certain Syphax, en échange du transfert à Carthage d'éléphants de guerre pour la guerre en Ibérie et du paiement d'un tribut, se proclame roi des Massyles. Hasdrubal est donc envoyé par Hamilcar pour écraser la révolte, ce qu'il parvient à faire en tuant 8 000 Numides et en faisant 2 000 prisonniers.

### Commandant des forces puniques en Ibérie

#### Succession d'Hamilcar Barca

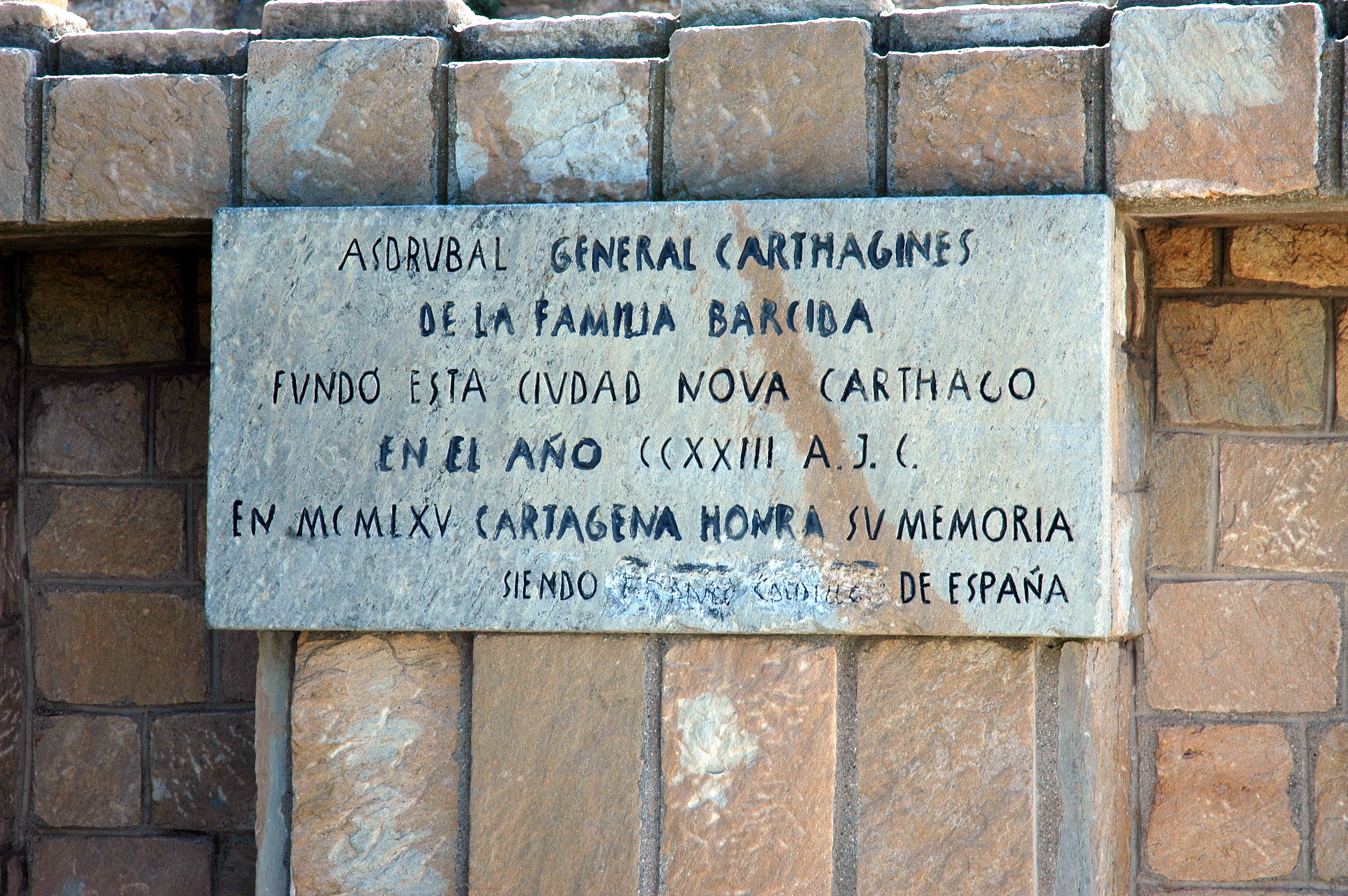
Détail de la plaque derrière le buste d'Hasdrubal le Beau à Carthagène où la mention de Francisco Franco a été supprimée. Texte original « Asdrúbal, general carthaginés de la familia bárcida, fundó esta ciudad Nova Carthago en CCXXIII a. J. C. En MCMLXV, Cartagena honra su memoria siendo [Franco caudillo] de España ». Texte traduit : « Hasdrubal, général carthaginois de la famille des Barcides, fonda cette ville Carthago Nova en -223. En 1965, Carthagène honore sa mémoire avec [Franco chef] de l'Espagne. »

Après la mort d'Hamilcar Barca à l'hiver 229 av. J.-C. à la bataille d'Héliké contre les Oretani dans un cours d'eau dont le nom ne fait pas consensus parmi les historiens,, Hasdrubal n'est pas présent à Akra Leuké mais commande une armée dans le territoire. La fonction de commandement des armées puniques dans la péninsule Ibérique étant élective, Hasdrubal le Beau est acclamé par ses soldats (probablement principalement par ses officiers),. Il est ensuite confirmé dans sa nomination par la population de Carthage,. En revanche, il semble échouer à prendre le contrôle des armées puniques en Afrique selon Quintus Fabius Pictor. Hannibal Barca, le fils ainé d'Hamilcar, est nommé commandant en second afin de s'assurer la fidélité des vétérans de l'armée punique.
À peine âgé de 40 ans, il dirige donc les forces carthaginoises en Ibérie après la mort d'Hamilcar et sa première action est de venger la mort de son beau-père tout en consolidant les positions puniques dans le Haut-Guadalquivir,,,. Avec 50 000 fantassins expérimentés, 6 000 cavaliers et 100-200 éléphants, il engage d'abord une campagne militaire punitive contre Orissus, le chef de la tribu des Oretani. Le départ est donné probablement de l'Est de Gadès à savoir Lascuta, qui semble être le lieu de casernement des éléphants ; puis il aurait poursuivi son trajet via Malaka et Abdera jusqu'à Akra Leuké. Après avoir reçu des renforts de la métropole punique d'après Appien, il attaque au printemps 228 av. J.-C. onze autres tribus qui ont participé à la bataille amenant à la mort d'Hamilcar,. Les capitales sont prises dont Héliké, les tribus concernées sont obligées de payer un tribut tandis que d'autres tribus se placent sous la protection d'Hasdrubal et de l'armée punique. Orissus est capturé et exécuté.
Après sa campagne victorieuse, il se rend à Carthage pendant l'hiver 228 av. J.-C. en essayant d'obtenir de manière subtile un pouvoir autocratique sur la république punique à travers la proposition de réformes selon Quintus Fabius Pictor. Le sénat carthaginois s'y oppose et Hasdrubal retourne en Ibérie au printemps ou à l'été 227 av. J.-C..
Il épouse ensuite lui-même lors d'un second mariage une princesse ibérique et pousse le jeune Hannibal Barca à épouser Himilce, une autre princesse ibérique,. Ce type de mariage lui facilite la création de nouvelles alliances, la loyauté de certaines tribus du sud-est de la péninsule Ibérique et l'exploitation des ressources minières locales. Ainsi avec ce mariage, il devient également un « Roi des Ibères » ou un « roi hellénistique » ce qui lui aurait valu l'admiration des tribus du sud de la péninsule Ibérique,. Ses adversaires politiques à Carthage le soupçonnent de vouloir instaurer une monarchie. Werner Huß estime en réalité qu'il est à peine considéré comme un roi de style hellénistique par les tribus locales. Jose Luis Aledo Martinez, propose quant à lui, d'y voir ici une relation de type clientélisme.

#### Fondateur de cités

##### Fondation de Qart Hadasht

Carte localisant la fondation de Qart Hadasht sur les cinq collines.

Principaux aménagements réalisés par Hasdrubal le Beau après la fondation de la cité.

En 227 ou 226 av. J.-C., il déplace la capitale punique de ce territoire de Akra Leuké (Alicante) vers une nouvelle ville qu'il vient de fonder à environ 100 km, Qart Hadasht (Nouvelle Carthage en punique), sur le site de l'actuelle Carthagène en Espagne,. Il s'agit de l'emplacement d'une ancienne localité ibère : Mastia. Il accomplit ici un acte divin par excellence, c’est-à-dire la construction d’une nouvelle ville. Il s'agissait peut-être également par cet acte d'une tentative pour instaurer une autonomie ou une semi-indépendance à ce territoire punique en péninsule Ibérique par rapport à sa métropole, les historiens restent divisés sur ce sujet. Pour Dextex Hoyos le choix du nom est plus rationnel puisqu'il s'agit du nom de sa ville de naissance et non d'une volonté d'autonomie.
La raison principale du choix de l'implantation est dû aux conditions naturelles qu'offre ce site. Le site surmonte quatre collines avec un port orienté vers le sud qui s'ouvre sur une baie profonde fermé à l'est par le cap Palos et donnant accès sur la Mer Méditerranée. La côte orientale permet de prolonger facilement le quai, plus loin dans la même direction une forêt permet d'y chasser et d'en utiliser le bois. Une lagune se trouve au nord de la cité, au-delà de cette dernière une plaine agricole existe et un canal permet de la relier à la baie tout en permettant de protéger la partie occidentale de la cité, ,. Le site bénéficie de bonnes conditions naturelles pour le commerce et la pêche via le mouillage naturel offert sa baie,. À ceci s'ajoute que la nouvelle capitale régionale est plus proche de sa métropole que ne l'est Gadès. Les collines à l'Est de la cité possèdent des gisements abondants d'argent à environ 3,7 km et 28-35 km,. Du sel est également exrait de la mer et les terres environnantes disposent d'une grande quantité d'alfa pour la production de paniers, de chaussures et autres cordages pour l'utilisation locale minière et navale, ainsi que pour une exportation vers Syracuse et d'autres cités de Méditerranée,. Des sauces de poissons à base de maquereaux sont produites et exportées. La cité est également un passage stratégique entre le Haut Segura, le Haut Guadalquivir et l'accès au Nord-Est de la péninsule Ibérique via le bassin Levantin. 
Pour confirmer la conception de son propre pouvoir, Hasdrubal le Beau fait ériger dans la nouvelle ville sur la colline la plus à l'ouest un magnifique édifice, une sorte de palais royal, dans lequel il s'installe et vit selon le protocole hellénistique : une révolution pour les conventions puniques,. Une citadelle est également construite sur cette colline. Les données archéologiques du milieu des années 2010 situent ce palais sur le Cerro del Molinete à Carthagène. Selon Víctor Martínez Hahnmüller, il ne faut pas voir ce lieu comme le laisse supposer Polybe, à savoir un palais, mais plutôt comme une zone gouvernementale chargée de la conquête de l'Ibérie et de la gestion de la ville. Le reste de la ville semble construit rapidement. Une muraille est construite autour de la cité pour sa défense.

##### Fondation de Accabicon Teichos?
Diodore de Sicile évoque une autre cité fondée par les Carthaginois mais en préciser le nom ; Étienne de Byzance mentionne près du détroit de Gibraltar (colonnes d'Hercule pendant l'Antiquité) une cité punique sous le nom de Accabicon Teichos. Aucun vestige n'a été retrouvé à ce jour mais le texte de Diodore de Sicile n'exclut pas le développement d'un site indigène préexistant par les Carthaginois afin de mieux contrôler la vallée du Baetis en construisant un site plus à l'intérieur des terres.

##### Fondation ou refondation de Tiar ou Thiar?
Hasdrubal le Beau aurait pu fonder ou refonder la ville indigène de Tiar ou Thiar possiblement localiser entre Qart Hadasht et Ilici afin de protéger ses communications entre son ancienne capitale Akra Leuké et sa nouvelle capitale. Les développements économique et démographique du secteur, ainsi que la présence de marais salant à 50-60 km au nord de Qart Hadasht aurait pu justifier la (re)création d'une localité.

#### Traité de l'Iber

Territoire punique à l'époque d'Hasdrubal le Beau et localisation du traité de l'Iber.

Les raids gaulois du début du IVe siècle av. J.-C. ont transformé le peuplement de la plaine du Pô et traumatisé les habitants de la République romaine. À la fin de l'année 226 av. J.-C., une nouvelle armée massive gauloise se prépare à envahir à nouveau le centre de l'Italie. À l'initiative des Massaliotes, Rome envoie une ambassade à l'automne 226 av. J.-C. ou au printemps 225 av. J.-C. auprès d'Hasdrubal le Beau avec pour objectif que celui-ci ne s'allie pas avec les Gaulois dans un futur conflit entre ces derniers et Rome,. En échange, Hasdrubal négocie auprès des ambassadeurs romains que ces derniers ne gênent pas les plans puniques en péninsule Ibérique.
Le traité avec Rome partage alors la péninsule Ibérique en deux zones d'influence au niveau de l'Èbre selon les hypothèses les plus anciennes alors que la possession punique la plus septentrionale est Akra Leuké à 200 km au sud de l'Èbre,. Au début du XXe siècle, Jérôme Carcopino propose d'identifier l'Iber comme le fleuve Júcar. Au XXIe siècle, Pedro Barceló préconise une localisation sur le fleuve Segura, hypothèse suivie par Jose Luis Aledo Martinez.
Quelle que soit sa localisation, les Carthaginois en armes ne devant pas aller au nord de ce fleuve et les Romains au sud,. Le choix d'un fleuve plutôt que des Pyrénées, qui serait une frontière plus naturelle, s'explique par le fait que les Romains ne veulent pas tenter les Puniques de se mêler des affaires de Gaule et qu'ils se sont liés d'amitié avec la cité grecque d'Emporiae localisée justement entre le fleuve et les Pyrénées. Hemeroskopeion non loin du cap de la Nau et deux autres cités grecques colonies de Massalia (Emporiae et Rhode) sont peut être aussi l'une des raisons de l'intervention romaine (Massalia a un traité d'amitié avec Rome) car elles auraient pu se sentir menacées par les puissances punique et gauloise dans le secteur. Il n'est pas impossible que Massalia est exagérée la menace punique auprès de Rome d'après Robert Malcolm Errington. Les échanges commerciaux ne sont pas concernés par le traité.
Ce traité n'est pas ratifié par le sénat carthaginois à Carthage, mais les Romains estiment que l'État carthaginois y est lié. D'après Robert Malcolm Errington, le traité ne mentionne aucune obligation pour les Romains qui ne s'intéressent pas à la péninsule à cette époque, il ne doit donc pas être ratifié par le peuple romain. Après cet accord, il n'existe aucune mention de tractations supplémentaires entre la République romaine et Hasdrubal : Rome se lance à la conquête de la Gaule cisalpine et Hasdrubal consolide ses positions dans le sud de la péninsule Ibérique.

### Fin de gouvernance, assassinat et succession

#### Consolidation du territoire en Ibérie
Comme Hamilcar Barca, pendant son règne Hasdrubal fait envoyer des richesses issues des territoires qu'il gouverne au parti Barcides au Sénat de Carthage. Il semble passer les années suivantes à développer l'influence carthaginoise dans la péninsule Ibérique par des moyens diplomatiques aussi bien que militaires. Le territoire qu'il gouverne s'étant du littoral sud de la péninsule Ibérique jusqu'à l'Anas pour la frontière septentrionale — tout en contrôlant les points d'accès passant par la Meseta au centre de la péninsule entre le Tage et l'Anas — puis à l'Est longe le Sucro jusqu'à son embouchure ou jusqu'au cap de la Nau pour sa frontière orientale. Selon Dexter Hoyos, la superficie représente dut territoire punique en Ibérie représente 240 000 km2, soit un peu moins que la moitié que la péninsule ou plus que les territoires puniques en Afrique en comprenant les Libyens. Au cours de son gouvernance, l'armée punique commandée par Hasdrubal passe de 50 000 fantassins à 60 000, 6 000 cavaliers à 8 000 et un nombre stable de 200 éléphants selon Diodore de Sicile, à ce ceci s'ajoute un corps d'officier probablement parmi par les plus compétents du bassin méditerranéen à cette époque. Au niveau économique, pendant la gouvernance d'Hasdrubal, le commerce s'est développé et davantage de tribus ont payé un tribut.
Quintus Fabius Pictor mentionne qu'Hasdrubal gouverne sans transmettre ses décisions au Sénat de Carthage, exemple que suit Hannibal après lui. À la fin de son gouvernorat, il ouvre probablement la mine d'argent de Baebelo, qu'Hannibal développera jusqu'à extraire 300 livres d'argent par jour selon Pline l'Ancien après 221 av. J.-C.. Dans l'historiogaphie moderne, il passe plus pour un homme d'État que pour un homme d'armes, même si les deux ne sont pas incompatibles pendant l'Antiquité.
Il fait frapper des pièces de monnaie à son effigie.
Sur le plan militaire, au moment de la fondation de Qart Hadasht, il fait probablement édifier la forteresse El Tossal de Manises de type hellénistique à Akra Leuké pour contrôler le territoire environnant et les voies maritimes à proximité. Selon Dexter Hoyos, pendant son règne Hasdrubal ne montre que peu d'intérêt pour l'entretien d'une marine punique qu'elle soit militaire ou commerciale, ce qui obligera son successeur Hannibal à envahir l'Italie par voie terrestre lors de la deuxième guerre punique.

#### Assassinat et succession

Campagnes militaires menées par Hannibal Barca peu après la mort d'Hasdrubal le Beau.

À partir de 223 av. J.-C., il confie des tâches militaires à Hannibal Barca, à peine adulte (23 ans), de retour en péninsule Ibérique à l'automne 224 av. J.-C.. Hannon le Grand s'oppose à ce retour d'Hannibal auprès de son beau-frère, pour des raisons morales, mais sans succès. À son arrivée, il se voit confier le poste de commandant de cavalerie, fonction qu'il remplit avec un succès certain.
En 221 av. J.-C., probablement en septembre ou en octobre d'après Dexter Hoyos, Hasdrubal, âgé d'une quarantaine d'années, est assassiné dans son palais ou dans sa villa de campagne au cours d'une partie de chasse d'après Appien par un esclave celte dont il a fait mourir le maître au moment où il est en train de préparer une campagne militaire contre les Olcades,.
L'armée punique de la péninsule Ibérique choisit de nommer Hannibal Barca, fils d'Hamilcar Barca, pour lui succéder ; cette décision est ensuite confirmée par le peuple de Carthage même si le parti anti-Barcides au Sénat à Carthage contesta la nomination. Par intérêt ou pour venger la mort d'Hasdrubal, la première action militaire d'Hannibal est de marcher sur la ville d'Althia, la capitale des Olcades, campagne militaire qui dure six à huit semaines,.

## Historiographie

### Antiquité et Moyen Âge

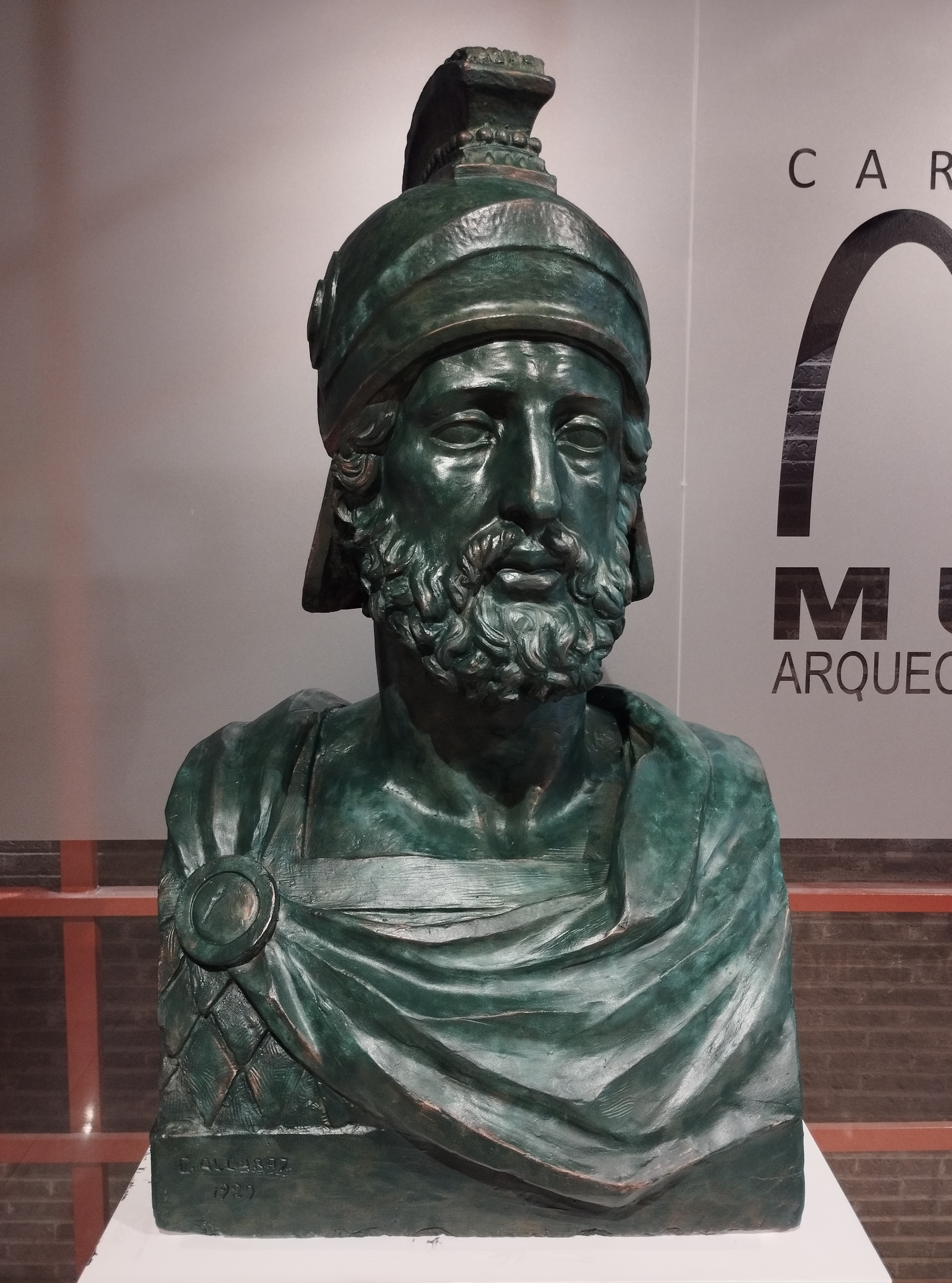
Buste en plâtre tenant de représenter Hasdrubal le Beau d'après le sculpteur C. Alcaraz en 1929. Il est exposé au musée archéologique municipal de Carthagène.

Polybe, historien grec du IIe siècle, rapporte dans ses livres II et III de ses Histoires la nomination d'Hasdrubal comme commandant, ses aspirations à la monarchie, la fondation de Qart Hadasht, les données sur le traité de l'Iber et l'assassinat d'Hasdrubal,. Polybe utilise parfois comme source les Annales de l'homme d’État et historien romain Quintus Fabius Pictor pour évoquer des anecdotes sur Hasdrubal comme celle sur la nomination d'Hasdrubal comme commandant, même s'il juge ce dernier pro-romain.
Cornélius Népos, écrivain latin du Ier siècle av. J.-C., mentionne l'arrivée d'Hasdrubal le Beau dans la péninsule Ibérique dans le chapitre consacré à « Hamilcar » de son œuvre Des capitaines remarquables des pays étrangers. Cet auteur nous explique également au livre III l'origine de son surnom.
Diodore de Sicile, historien grec du même siècle, évoque sa prise de fonction, son mariage, le début de son commandement, son accession au titre de « chef des Ibères » et son assassinat dans le livre XXV de sa Bibliothèque historique,,,. Cet auteur évoque également une possible autre cité fondée par Hasdrubal le Beau en péninsule Ibérique mais sans en donner le nom.
Tite-Live, historien romain du Ier siècle av. J.-C. et du Ier siècle, rappelle les éléments du traité de l'Iber dans ses livres XXI et XXIV de son Ab Urbe condita libri et l'assassinat du commandant carthaginois.
Frontin, écrivain miltiaire du Ier siècle, fait allusion à l'intervention d'Hasdrubal le Beau lors de la révolte en Numidie orientale dans le livre IV de ses Stratagèmes.
Appien, historien grec du IIe siècle, fait état dans son chapitre VI traitant de la Guerre Ibérique de sa seule œuvre Histoire romaine du rôle d'Hasdrubal lors de la convocation d'Hamilcar Barca auprès de l'Assemblée de Carthage, des renforts envoyés lors de sa prise de commandement, puis de sa nomination comme chef des Ibères du sud de la péninsule Ibérique ainsi que des éléments sur le traité de l'Iber et l'assassinant du chef carthaginois,,.
Justin, historien romain du IIIe siècle, mentionne l'assassinat d'Hasdrubal dans le livre XLIV de son Abrégé des Histoires Philippiques.
Étienne de Byzance, grammairien et géographe byzantin du VIe siècle, consigne une autre ville fondée par Hasdrubal le Beau à savoir Accabicon Teichos.
Globalement, les auteurs antiques latins mènent une sorte de damnatio contre Hasdrubal le faisant passer pour un personnage de transition entre Hamilcar Barca et Hannibal Barca qui sont décrits eux comme parmi les meilleurs commandants d'armée de leur époque. Les informations transmises à son sujet ne sont vues que sous l'angle de sa belle-familles : les Barcides.

### Époque contemporaine

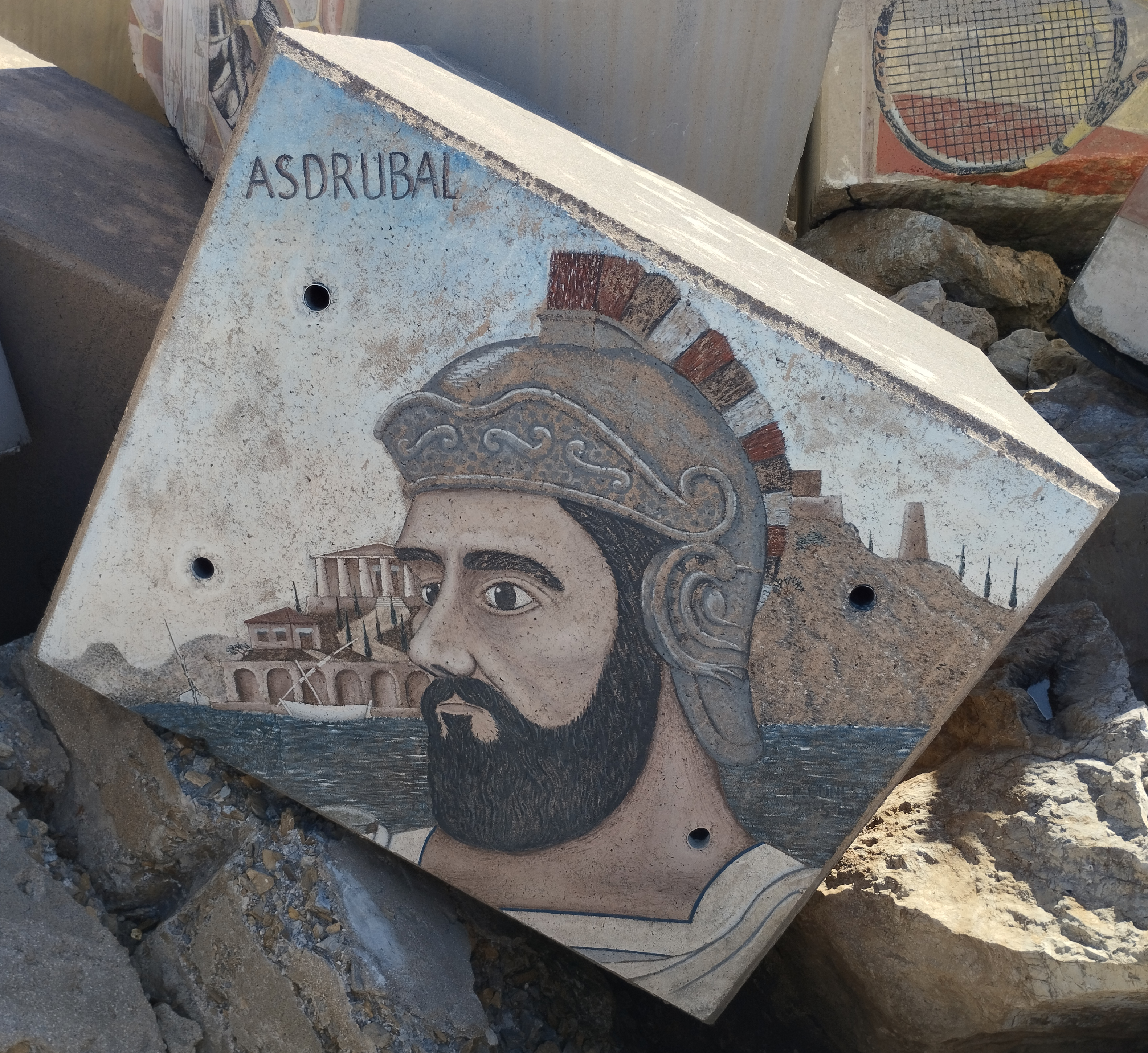
Portrait réalisé par l'artiste Pedro Conesa Lorente avant le 23 mai 2018 sur l'un des blocs de béton qui composent le brise-lames de la jetée de La Curra.

Edmund Groag, professeur d'université autrichien de la fin du XIXe et de la première moitié du XXe siècle spécialisé dans la Rome antique, fait allusion aux possibles raisons du départ d'Hasdrubal de Carthage dans son livre Hannibal als Politiker paru en 1929.
Gilbert Charles-Picard, historien et archéologue français du XXe siècle dans son ouvrage Hannibal paru en 1967 et Karl-Heinz Schwarte, historien allemand de la même époque estiment dans leurs travaux que les membres de la famille des Barcides en péninsule Ibérique ont les mêmes prérogatives que les « proconsuls romains » avec une certaine indépendance par rapport à la métropole.
Graham Vincent Sumner, historien britannique de l'Antiquité, évoque dans un article « Roman Policy in Spain before the Hannibalic War » publié dans le tome LXXII de la revue HSPh et paru en 1967 la distance importante entre l'Èbre qui sert pour le traité de l'Iber et la première cité punique la plus proche à savoir Akra Leuké. Pour lui, les Romains ne montrent aucun signe d'inquiétude vis-à-vis de l'extension territoriale punique en péninsule Ibérique ; ce point de vue est partagé par Robert Malcolm Errington.
Robert Malcolm Errington, historien britannique de la seconde moitié du XXe et du début du XXe siècle dans un article intitulé « Rome and Spain before the Second Punic War » paru en 1970 dans la revue scientifique Latomus en 1970 analyse le traité de l'Iber en mentionnant que l'auteur le plus neutre sur ce sujet est Polybe. Même si ce dernier exagère les intérêts romains pour la péninsule Ibérique, les auteurs romains qui ont écrit postérieurement sur ce sujet sont influencés négativement par le déclenchement de la deuxième guerre punique quelques années après le traité par Hannibal Barca vers 220-218 av. J.-C.. Par ailleurs, Robert Malcolm Errington indique que Polybe semble avoir pu consulter ce dernier (peut être gravé sur une tablette de bronze) ou une copie de celui-ci, près d'un siècle après sa signature. Ne s'agissant pas d'un traité officiel, il n'aurait eu accès qu'aux termes, à la date et aux noms des légâts ; les autres éléments racontés ne pouvant être que des interprétations ou des commentaires de sa part.
Jérôme Carcopino, historien français de la première partie du XXe siècle, pose le problème de la localisation du fleuve Iber plutôt sur le Júcar que sur l'Èbre pour le traité correspondant dans un article intitulé « Le traité d'Hasdrubal et la responsabilité de la deuxième guerre punique » paru dans le numéro 55 de la Revue des Études Anciennes en 1953.
Pedro Barceló, historien espagnol du XXIe siècle, dans son ouvrage Aníbal de Cartago paru en 2000 concernant Hasdrubal le Beau on a « Rarement on a tenté de comprendre le gouvernement d'Hasdrubal à partir de prémisses appropriées ». Dans cette ouvrage, il mentionne une possible localisation du traité de l'Iber sur le fleuve Segura.
Jose Luis Aledo Martinez, historien espagnol du même siècle, dit, dans un article intitulé « El gobierno de Asdrúbal en Iberia (ca. 228-221 a.C.) », paru dans Polis: revista de ideas y formas políticas de la Antigüedad, le fait qu'il est difficile de traiter de ce personnage qui reste énigmatique. Dans cet article, il est d'accord avec Pedro Barceló sur une localisation du traité de l'Iber sur le fleuve Segura.